# Ottó Bláthy
Ottó Titusz Bláthy (Tata, 11 maggio 1860 – Budapest, 26 settembre 1939) è stato un ingegnere e inventore ungherese.

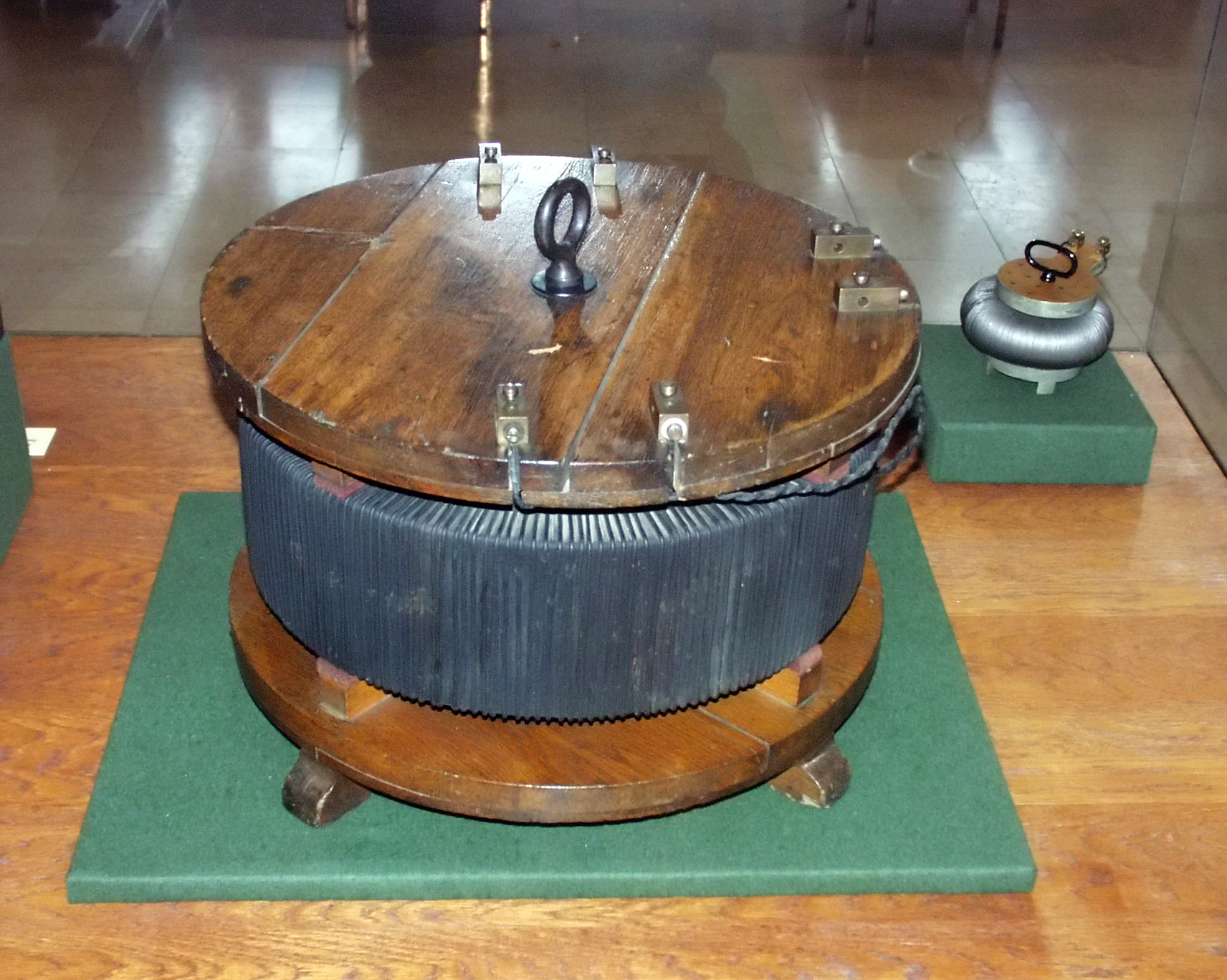
Il trasformatore ZBD (1885)

Laureatosi in Ingegneria di macchine a Vienna nel 1882, fu dipendente della società Ganz dal 1883 al 1939.
È considerato uno dei padri del trasformatore.
Nel 1885 conseguì risultati significativi nello sviluppo del trasformatore con Miksa Déri e Károly Zipernowsky; il trasformatore da loro inventato divenne noto come trasformatore ZBD dalle iniziali dei loro cognomi.